# SN 2009df
SN 2009df – supernowa typu Ia odkryta 1 marca 2009 roku w galaktyce A160552+1724. W momencie odkrycia miała maksymalną jasność 18,60m.